# GAZ-A
GAZ-A – samochód osobowy klasy średniej produkowany przez firmę GAZ w latach 1932-1936. Dostępny jako 4-drzwiowy faeton. Do napędu użyto napędzanego benzyną dolnozaworowego silnika R4 o pojemności 3,3 litra. Moc przenoszona była na oś tylną poprzez 3-biegową manualną skrzynię biegów. Samochód wyposażony był w mechaniczne hamulce na obu osiach.
Samochód był wierną kopią amerykańskiego Forda A. GAZa-A nazywano potocznie Gazikiem. Był to pierwszy radziecki samochód osobowy. Przez 4 lata produkcji powstało 41 917 egzemplarzy modelu. Następcą został GAZ-M1.

## Dane techniczne

### Silnik
- R4 3,3 l (3285 cm³), 2 zawory na cylinder, SV
- Układ zasilania: gaźnik
- Średnica cylindra × skok tłoka: 98,43 mm × 107,95 mm
- Stopień sprężania: 4,2:1
- Moc maksymalna: 40 KM przy 2200 obr./min
- Maksymalny moment obrotowy: b/d

### Osiągi
- Prędkość maksymalna: 90 km/h
- Średnie zużycie paliwa: 12,0 l / 100 km

### Inne
- Główne przełożenie: 3,78:1
- Koła: 5,5 x 19 cali